# China (geslacht)
China is een geslacht van rechtvleugeligen uit de familie Chorotypidae. De wetenschappelijke naam van dit geslacht is voor het eerst geldig gepubliceerd in 1899 door Burr.

## Soorten
Het geslacht China  is monotypisch en omvat slechts de volgende soort:
- China mantispoides (Walker, 1870)